# Ministry of Local Government
Das Ministry of Local Government (MINALOC) ist das Verwaltungsministerium der Regierung Ruandas. Der Hauptsitz befindet sich östlich des Bildungsministeriums in der KG 7 Avenue in Kigali. Amtierender Minister ist seit Juli 2025 Dominique Habimana.

## Aufgaben
Die Aufgaben des Ministeriums sind in der Verordnung des Premierministers Nr. 107/03 vom 15. Oktober 2020 festgehalten:
- „Entwicklung, Verbreitung und Koordinierung der Umsetzung von Politiken, Strategien und Sektorprogrammen.“
- „Schaffung eines rechtlichen Rahmens für verantwortungsvolle Regierungsführung, Gebietsverwaltung, Siedlungswesen und sozioökonomische Entwicklung.“
- „Entwicklung institutioneller und personeller Kapazitäten.“
- „Überwachung und Bewertung der Umsetzung von Richtlinien, Strategien und Programmen.“
- „Überwachung der Tätigkeit der staatlichen Organe unter Aufsicht des Ministeriums.“
- „Förderung einer wirksamen Zusammenarbeit zwischen staatlichen Organen.“
- „Mobilisierung von Ressourcen für die Aktivitäten des Ministeriums.“

## Liste der Minister (ab 2021)
Folgende Personen waren ab 2021 Minister of Local Government:
- 03/2021 – 11/2022: Jean-Marie Vianney Gatabazi[4]
- 11/2022 – 10/2024: Jean-Claude Musabyimana[5]
- 10/2024 – 07/2025: Patrice Mugenzi[2]
- ab 07/2025: Dominique Habimana[2]